# Jim Steinman
James Richard "Jim" Steinman (Nova Iorque, 1 de novembro de 1947 – Connecticut, 19 de abril de 2021) foi um compositor, letrista e produtor musical norte-americano,  ganhador do Grammy Award. Foi responsável por várias canções de sucesso. Ele também trabalhou como arranjador, cantor e pianista. Seu trabalho incluiu músicas dance music, rock and roll, adult  contemporary e pop. Começou sua carreira no teatro musical e seus trabalhos mais notáveis na área incluem letras para "Whistle Down the Wind" e música para "Dance of the Vampires".
Seu trabalho inclui álbuns de Meat Loaf como Bat Out of Hell e Bat Out of Hell II: Back Into Hell e produção de álbuns de Bonnie Tyler. Entre os singles mais bem sucedidos incluem "Total Eclipse of the Heart" de Bonnie Tyler, "Making Love Out of Nothing at All" de Air Supply, "I'd Do Anything for Love (But I Won't Do That)" de Meat Loaf, "This Corrosion" e "More" de The Sisters of Mercy, "Read 'Em and Weep" de Barry Manilow, "It's All Coming Back to Me Now" de Celine Dion, "No Matter What" de Boyzone e "Nowhere Fast" do filme Streets of Fire. Fez sucesso também no ano de 1981 interpretando sua própria composição "Rock and Roll Dreams Come Through".
Steinman morreu em 19 de abril de 2021, aos 73 anos de idade, Connecticut.